# Close to the Edge
A Yes egyik legtermékenyebb időszakában, a '70-es évek elején jelent meg az együttes egyik legkiválóbb albuma, a Close to the Edge, mely az ötödik stúdióalbumuk. Szerepel az 1001 lemez, amit hallanod kell, mielőtt meghalsz című könyvben. 2020-ban Minden idők 500 legjobb albuma listán 445. helyen szerepelt.

## A zene
A lemez két zeneileg érett album (The Yes Album, illetve Fragile) után jelent meg. Ezt tükrözi a zene is, hiszen a Close to the Edge az egyik (ha nem a) legjobb Yes-korong, ezzel együtt a progresszív rock történetének egyik alapműve. Három hosszú számot tartalmaz, melyeket azóta is számtalanszor szerepeltettek koncerteken, annyira kedveltek és ismertek a rajongók körében. A Siberian Khatru-t például a koncerteket kezdő Tűzmadár szvit utolsó hangjaihoz fűzik, így szinte biztosra vehető, hogy hallja az ember, ha Yes-koncerten jár.

## Az album dalai
|    | Cím                                                                                             | Szerző(k)                                                     | Hossz |
| -- | ----------------------------------------------------------------------------------------------- | ------------------------------------------------------------- | ----- |
| 1. | Close to the Edge The Solid Time of Change Total Mass Retain I Get Up I Get Down Seasons of Man | Jon Anderson, Steve Howe                                      | 18:41 |
| 2. | And You and I Cord of Life Eclipse The Preacher the Teacher Apocalypse                          | Anderson; a témákat szerezte Bill Bruford, Howe, Chris Squire | 10:08 |
| 3. | Siberian Khatru                                                                                 | Anderson; a témákat szerezte Howe és Rick Wakeman             | 8:55  |

## Közreműködők
- Jon Anderson – ének
- Chris Squire – basszusgitár
- Steve Howe – gitár
- Bill Bruford – dob
- Rick Wakeman – billentyűs hangszerek